# Kingdoniaceae
Kingdoniaceae is de botanische naam van een familie van tweezaadlobbige planten. Een familie onder deze naam wordt zelden erkend door systemen van plantentaxonomie, maar het APG-systeem (1998) en het APG II-systeem (2003) bieden de mogelijkheid een familie onder deze naam te erkennen. De andere mogelijkheid is om deze planten in te voegen in de familie Circaeasteraceae.
Het gaat dan om een heel kleine familie, van één soort, Kingdonia uniflora, die voorkomt in China.